# Rijk (biologie)
In de biologie is een rijk, Latijn: Regnum, een taxonomische rang of een taxon in die rang in de biosystematiek, in de taxonomie. Er werden eerst drie rijken onderscheiden: dieren, planten en mineralen. De mineralen worden niet tot het leven gerekend en in de biologie buiten beschouwing gelaten. 
Een modernere indeling van organismen is in drie domeinen met een groot aantal rijken, Het zijn de domeinen van de
1. bacteriën of Bacteria,
2. Archaea,
3. Eukaryota

Deze zijn weer in vijf supergroepen onderverdeeld, in de:
1. Unikonta, bestaande uit de Opisthokonta, met de rijken dieren en schimmels, en het rijk Amoebozoa
2. Excavata, met twee rijken: Euexcavatae en Discicristatae
3. Chromalveolata met de rijken Hacrobiae, Chromista, Alveolatae en Rhizaria. Tot de Chromalveolata worden onder andere de bruinwieren, diatomeeën, dinoflagellaten, Ciliaten of trilhaardiertjes, Foraminifera en de stralendiertjes gerekend.
4. Archaeplastida, met de roodwieren, groenwieren en planten

## Oudere indeling
Hiervoor, aan het eind van de twintigste eeuw werd de indeling van Carl Woese gebruikt, die de levende wezens in zes rijken indeelde:
1. Archaea, eencellige micro-organismen.[3]
2. Bacteriën, inclusief de Archaebacteria
3. Protisten: eencelligen met celkern, eukaryoten
4. Planten: meercellige eukaryoten die hun eigen voedsel aanmaken door middel van fotosynthese.
5. Dieren of Animalia: meercellige eukaryoten die voedsel extern opnemen. Ze kunnen zich bewegen.
6. Schimmels of Fungi: één- of meercellige eukaryoten die voedsel extern opnemen.

De oorspronkelijke rijken zijn dus verplaatst en de protisten zijn over de supergroepen verdeeld.

## Schema
| Linnaeus (1735) 2 rijken | Haeckel (1894) 3 rijken | Whittaker (1969) 5 rijken | Woese (1977) 6 rijken | Woese (1990) 3 domeinen | Cavalier-Smith (1998) 2 domeinen en 6 rijken | Cavalier-Smith (1998) 2 domeinen en 6 rijken | Keeling (2004) 3 domeinen en 5 supergroepen | Keeling (2004) 3 domeinen en 5 supergroepen |
| ------------------------ | ----------------------- | ------------------------- | --------------------- | ----------------------- | -------------------------------------------- | -------------------------------------------- | ------------------------------------------- | ------------------------------------------- |
| Animalia                 | Animalia                | Animalia                  | Animalia              | Eucarya                 | Eukaryota                                    | Animalia                                     | Eukaryota                                   | Unikonta                                    |
| Vegetabilia              | Plantae                 | Fungi                     | Fungi                 | Eucarya                 | Eukaryota                                    | Fungi                                        | Eukaryota                                   | Excavata                                    |
| Vegetabilia              | Plantae                 | Plantae                   | Plantae               | Eucarya                 | Eukaryota                                    | Plantae                                      | Eukaryota                                   | Archaeplastida                              |
| Vegetabilia              | Plantae                 | Protista                  | Protista              | Eucarya                 | Eukaryota                                    | Chromista                                    | Eukaryota                                   | Chromalveolata                              |
| niet behandeld           | Protista                | Protista                  | Protista              | Eucarya                 | Eukaryota                                    | Protozoa                                     | Eukaryota                                   | Rhizaria                                    |
| niet behandeld           | Protista                | Monera                    | Archaebacteria        | Archaea                 | Prokaryota                                   | Bacteria                                     | Archaea                                     | Archaea                                     |
| niet behandeld           | Protista                | Monera                    | Eubacteria            | Bacteria                | Prokaryota                                   | Bacteria                                     | Bacteria                                    | Bacteria                                    |